# QF 12 pounder 12 cwt naval gun

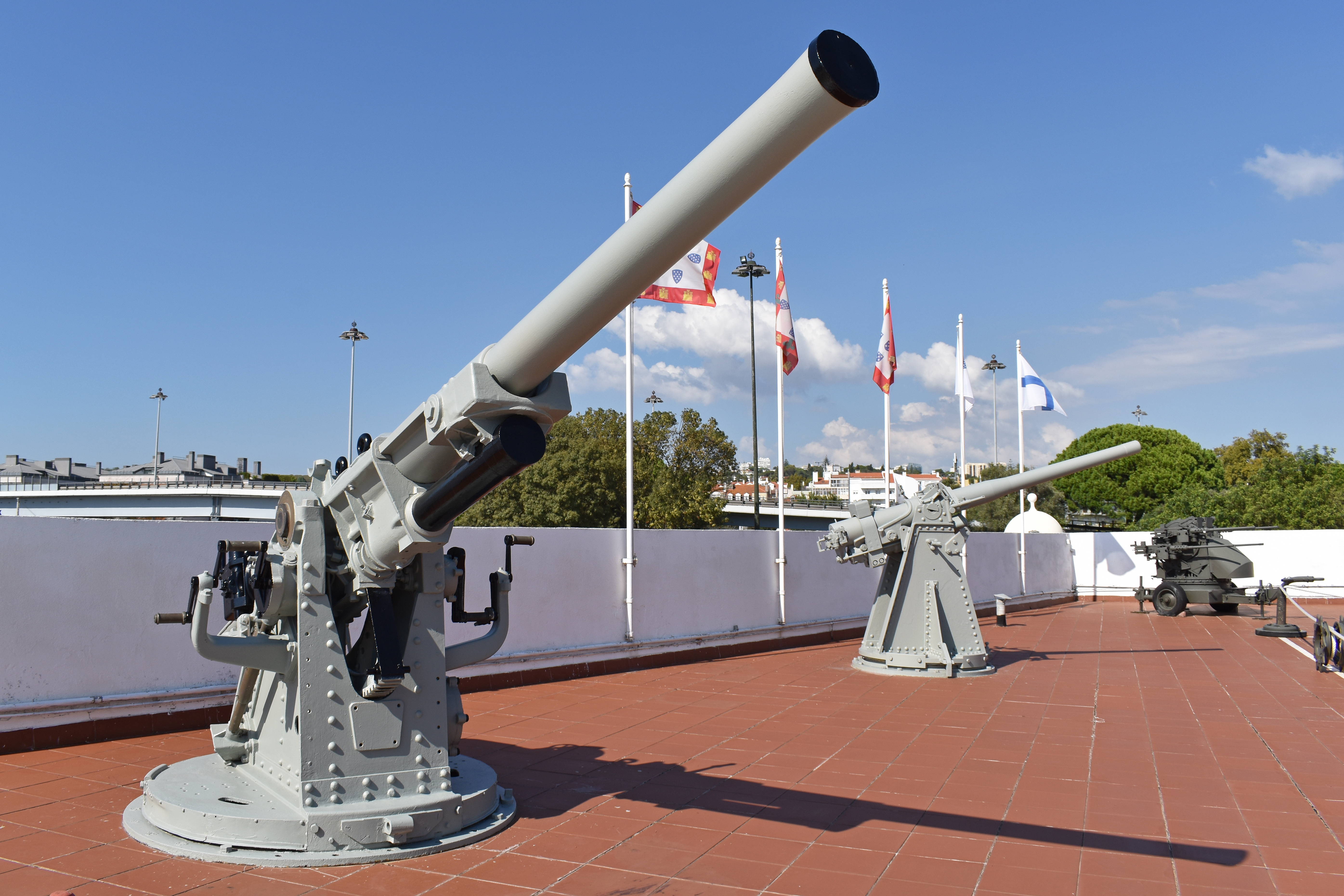
QF 12 pounder 12 cwt naval gun im Museu do Combatente (Lissabon)

Die QF 12 pounder 12 cwt naval gun war ein 1894 bei der Royal Navy eingeführtes und bis zur Mitte des zwanzigsten Jahrhunderts genutztes Schiffsgeschütz des Kalibers 3 inch (76 mm). Dabei steht QF für Quick Fire (Schnellfeuergeschütz), 12 pounder für das Geschossgewicht, 12 cwt für das Gewicht von Rohr und Verschluss (zur Unterscheidung von anderen Zwölfpfündern) und naval gun (Schiffsgeschütz) für den primären Einsatzzweck (Die Bezeichnung britischer Geschütze zum Zeitpunkt der Konstruktion war nicht einheitlich, Geschütze wurden nach dem Geschossgewicht, dem Gewicht des Geschützes oder dem Kaliber bezeichnet).
Die Kanone wurde von Armstrong Whitworth und Elswick produziert.
Als Type 41 3-inch (76.2 mm)/40 fand das Geschütz auch auf den frühen Schlachtschiffen und Kreuzern der Kaiserlich-Japanischen Marine Verwendung. Umgangssprachlich wurde die Kanone dort in Anlehnung an ihren englischen Namen auch als 12-pounder (Zwölfpfünder) bezeichnet.
Die Waffe wurde weiterhin in Italien eingesetzt und von Ansaldo in Lizenz gefertigt.

## Konstruktion

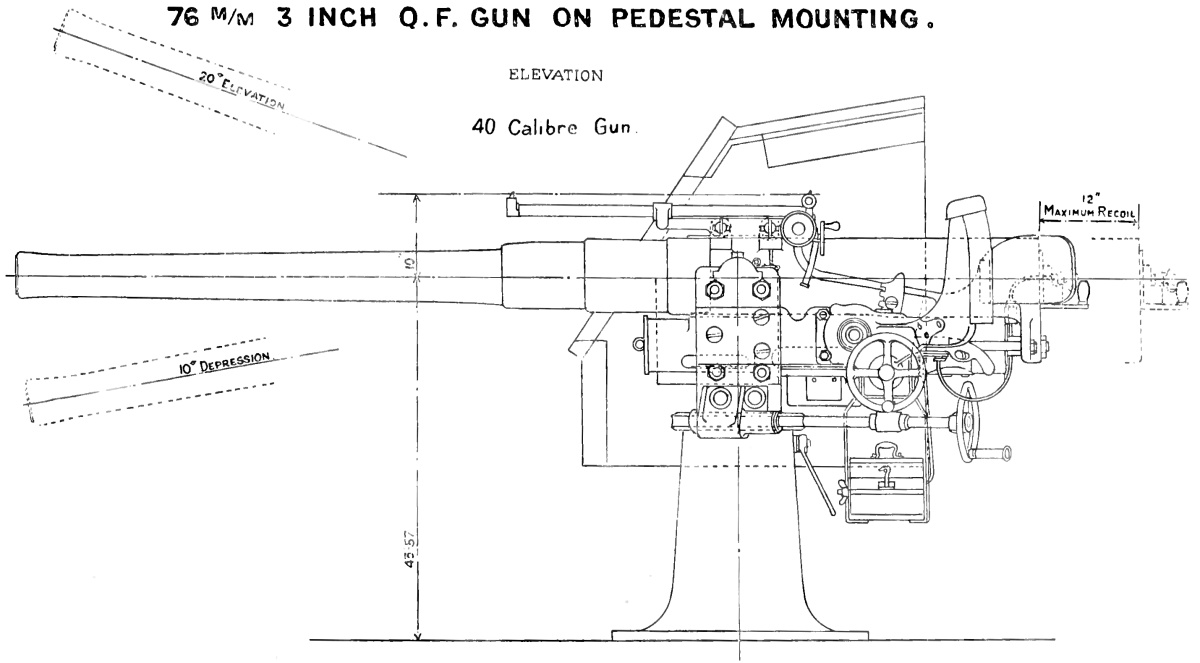
QF 12 pounder 12 cwt gun

Die Kanone war ein Hinterlader. Das Geschütz verfügte über eine hydraulische Rohrbremse, was den platzsparenden Aufbau auf Kriegsschiffen erst möglich machte. Je nach Verwendungszweck kamen verschiedene Lafetten zum Einsatz.
Bei der verwendeten Munition wurden Treibladung und Granate getrennt geladen. Die Treibladung mit Anzündvorrichtung befand sich in einer Messingkartusche und wurde nach der Granate in das Rohr eingeführt. Diese Art von Munition wurde als Separate loading QF bezeichnet. Dies erlaubte eine höhere Kadenz als bei den herkömmlichen Hinterladern (BL – breech loading), bei denen Geschoss, Treibladungsbeutel und Anzündvorrichtung separat geladen werden mussten. Gegenüber patronierter Munition (Granate und Treibladung befinden sich in einer Patrone und werden zusammen geladen) war die Kadenz jedoch geringer, was beim Einsatz der Kanone als Flugabwehrgeschütz eine andere Munitionierung erforderlich machte.
In britischen Diensten wurden 5,67 kg (12,5 lb) schwere Geschosse verwendet. Gezündet wurde die Treibladung elektrisch durch ein im Boden der Patrone befindliches Zündhütchen. Die nötige Spannung wurde durch eine Batterie bereitgestellt. Die elektrische Zündvorrichtung konnte durch einen Adapter ersetzt werden, der ein mechanisches Abfeuern erlaubte.
Es wurden Sprenggranaten verwendet, Schrapnellgranaten waren ebenfalls verfügbar. Da vorrangig schnelle, kleine und ungepanzerte Ziele bekämpft werden sollten, war der Einsatz spezieller panzerbrechender Munition unnötig bzw. unzweckmäßig.

## Einsatz

### Royal Navy
Die Versionen Mk I und II wurden bis zum Ersten Weltkrieg auf zahlreichen britischen Zerstörern zur Abwehr von U-Booten und Torpedobooten eingesetzt.
Während des Zweiten Weltkrieges kam die Waffe auf Zerstörern und bewaffneten Handelsschiffen zum Einsatz. Spezielle Lafettierungen mit einer großen möglichen Rohrerhöhung erlaubten dabei zusätzlich auch den Einsatz als bordgestützte Flugabwehrkanone.

### Zweiter Burenkrieg

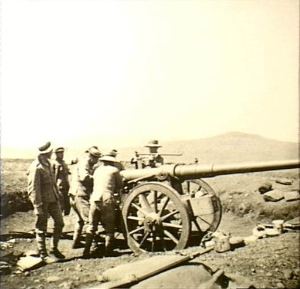
Britische Marinesoldaten mit einem langen Zwölfer, Natal, 1900

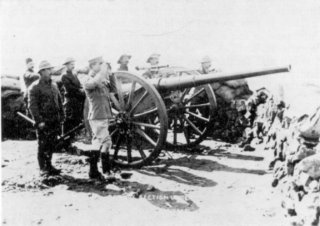
Die Elswick Battery während des Krieges in Südafrika, beachte die Lafette

Die Kanone war primär als Schiffsgeschütz mit hoher Mündungsgeschwindigkeit konstruiert worden. Das Rohr war daher verhältnismäßig schwer, was eine feststehende Lafette erforderlich machte. Die Kanone wurde daher für den Einsatz an Land außerhalb von Befestigungsanlagen als ungeeignet betrachtet. Während des Zweiten Burenkrieges konnte die British Army der überlegenen Artillerie der Buren jedoch keine gleichwertigen Waffen entgegensetzen. Zusammen mit anderen Geschützen wurden 16 Exemplare der Kanone auf improvisierte mobile Lafetten gesetzt, die von Captain Percy Scott entwickelt wurden. Die Lafette bestand aus einer massiven Holzkonstruktion, die auf verhältnismäßig kleine Räder der in Südafrika damals üblichen Wagen gesetzt wurde. Die Reichweite von rund 9100 m ermöglichte den britischen Truppen im weiteren Verlauf des Krieges eine weitreichende Artillerieunterstützung. Diese Geschütze wurden als die langen Zwölfer (long twelves) bezeichnet, um sie umgangssprachlich von den BL 12 pounder 6 cwt und QF 12 pounder 8 cwt zu unterscheiden, die ein kürzeres Rohr und eine geringere Schussweite aufwiesen.
Die ursprünglich verwendete und unter idealen Bedingungen zufriedenstellend arbeitende elektrische Abfeuerung bereitete im Feldeinsatz Probleme und erforderte spezielles Wartungspersonal sowie den Transport und die Wartung der geladenen elektrischen Batterien unter feldmäßigen Bedingungen. Dies erwies sich jedoch praktisch als unmöglich, so dass nach entsprechenden Berichten aus der Truppe auf Vent sealing tubes umgestellt wurde. Dabei handelt es sich um eine Art Anzündhütchen: ein mit Kordit gefülltes Rohr wurde von hinten in die Patrone bzw. Treibladung eingesetzt. Die Ladung des Rohres wurde mittels Schlagbolzen gezündet und zündete wiederum die Treibladung. Diese Art der Abfeuerung entwickelte sich zur Standardlösung für die mittelschwere britische Artillerie. Ursprünglich für Geschütze entwickelt, bei denen Treibladung und Geschoss getrennt geladen wurden, war bei der 12 pounder der Einsatz eines Adapters anstelle der ursprünglichen elektrischen Zündvorrichtung notwendig.
Weitere sechs Geschütze wurden von dem in Newcastle upon Tyne im Bau befindlichen japanischen Schlachtschiff Hatsuse abgezweigt. Diese Geschütze wurden von Lady Meux käuflich erworben, auf von Elswick gefertigte Feldlafetten gesetzt und nach Südafrika überführt. Die Geschütze wurden dem britischen Kommandeur in Südafrika, Frederick Roberts, 1. Earl Roberts, übergeben und blieben dessen persönliches Eigentum. Dieses Vorgehen war in der britischen Armee sonst nicht üblich. Die Besatzungen rekrutierten sich aus Freiwilligen. Dies waren Werksangehörige von Elswick, die von der 1st Northumberland Royal Garrison Artillery eingezogen wurden. Die Batterie wurde als Elswick Battery bekannt und kam während des gesamten Krieges zum Einsatz.

### Küstenverteidigung

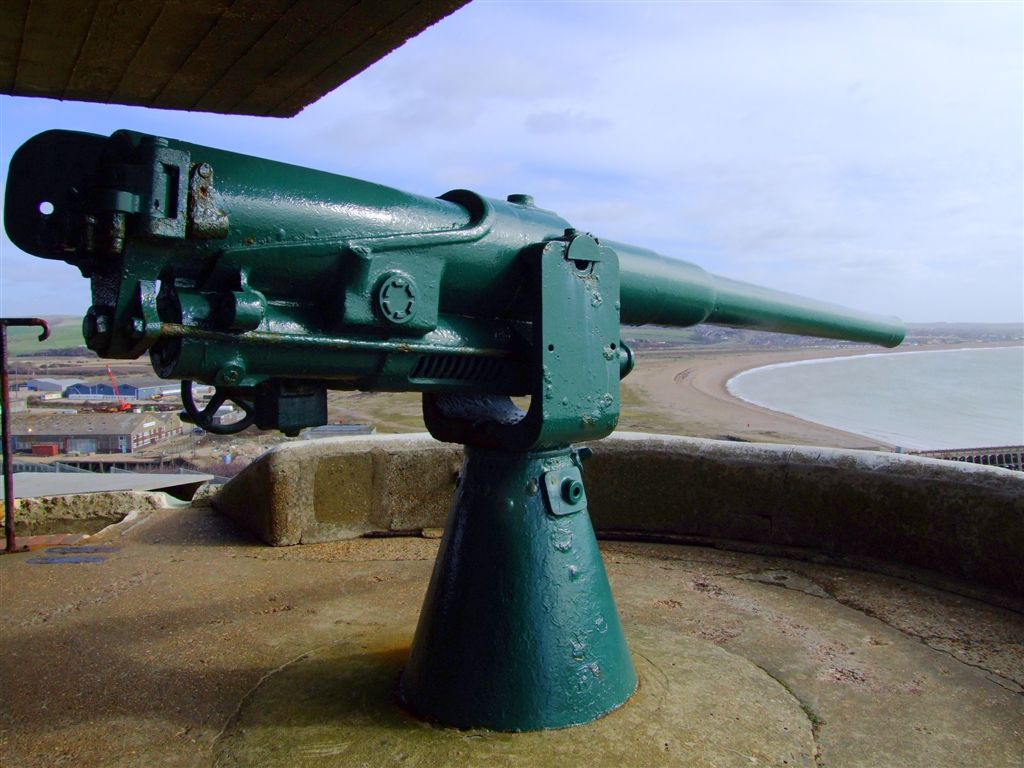
12 pounder auf Pivotlafette, Fort Newhaven

Zahlreiche Geschütze dieses Typs wurden auf Pivotlafetten montiert und zur Küstenverteidigung verwendet. Eingesetzt wurden sie zur Verteidigung von Hafenanlagen und Flottenstützpunkten auf den Britischen Inseln sowie in den Kolonien und Dominions. Sie dienten zur Bekämpfung kleiner und schneller Schiffe. Im Jahr 1918 wurden 103 (von insgesamt 383 gebauten Kanonen aller Versionen) in der Küstenverteidigung genutzt. Ihr Einsatz endete erst Mitte der fünfziger Jahre des zwanzigsten Jahrhunderts, jedoch wurden sie bereits während des Zweiten Weltkrieges teilweise durch modernere Typen wie die QF 6 pounder 10 cwt-Zwillingsgeschütze ersetzt.
Die Geschütze wurden manuell gerichtet. Der Kanonier stand links von der Kanone und legte den Arm über ein Schulterstück. Das seitliche Richten erfolgte über Verlagerung des Körpers, während der Kanonier mit der linken Hand das Handrad der Höhenrichtmaschine bediente. Der Pistolengriff für die Abfeuerung befand sich dabei in der rechten Hand des Soldaten.

### Flugabwehrgeschütz
Während des Ersten Weltkrieges wurden einige Kanonen auf mit Rädern versehene Lafetten gesetzt, um wenigstens eine einigermaßen bewegliche Flugabwehrkanone zu erhalten. Diese Geschütze wurden als QF 12 pounder 12 cwt AA gun bezeichnet und verschossen patronierte Munition.

### Kaiserlich-Japanische Marine
Die japanische Type 41 3-inch (76 mm) naval gun war eine direkte Kopie der QF 12 pounder. Die ersten Kanonen dieses Typs wurden als Elswick Pattern N und Vickers Mark Z noch aus Großbritannien importiert, danach erfolgte die Lizenzproduktion bei den Japan Steel Works in Japan. Diese Geschütze war die Standardbewaffnung für die Sekundär- und Tertiärartillerie der meisten zwischen 1890 und 1920 gebauten japanischen Kriegsschiffe. Sie kamen noch bis zum Ende des Zweiten Weltkrieges zum Einsatz.
Die offizielle Bezeichnung als Type 41 leitet sich aus dem einundvierzigsten Jubiläum der Herrschaft des Kaisers Meiji am 25. Dezember 1908 ab. Später erfolgte im Rahmen des Überganges der japanischen Marine auf das metrische System eine Umklassifizierung als 76-mm-Kanone. Obwohl zum Ende ihrer Dienstzeit als 8-cm-Kanone bezeichnet, wurde das ursprüngliche Kaliber von 7,62 cm beibehalten.
Die Type 41 3-inch (76 mm) naval gun verschoss 5,7 kg (12,5 pound) schwere Brisanzgranaten.

### Italien
Die ersten Geschütze wurden von Elswick erworben, später erfolgte während des Ersten Weltkrieges die Lizenzfertigung bei Ansaldo nach einem Entwurf von Armstrong oder einem modifizierten Entwurf als Flugabwehrkanonen. Nach dem Kriegsende kamen die Geschütze auf kleineren Einheiten und Hilfsschiffen zum Einsatz. Während des Zweiten Weltkrieges wurden noch 730 Kanonen dieses Typs in der italienischen Luftverteidigung verwendet. Die Geschütze wurden je nach Hersteller bzw. Lizenzgeber als 76.2 mm/40 (3″) Ansaldo 1916 bzw. 1917 oder 3″/40 (7,62 cm) Armstrong 1916 bzw. 1917 bezeichnet. In Italien wurde für diese Geschütze ausschließlich patronierte Munition verwendet.